# Cantonul Bozouls
Cantonul Bozouls este un canton din arondismentul Rodez, departamentul Aveyron, regiunea Midi-Pyrénées, Franța.

## Comune
| Comune      | Populație (1999) | Cod poștal | Cod INSEE |
| ----------- | ---------------- | ---------- | --------- |
| Bozouls     | 2 329            | 12340      | 12033     |
| Gabriac     | 446              | 12340      | 12106     |
| La Loubière | 1 174            | 12740      | 12131     |
| Montrozier  | 1 279            | 12630      | 12157     |
| Rodelle     | 889              | 12340      | 12201     |